# Koro DK
 (novembre 2023).
Koro DK de son vrai nom Korotimi Dao, née à Pompoi dans la province des Balé dans la région de la Boucle du Mouhoun est une styliste et modéliste Burkinabè.

## Biographie

### Enfance & Etudes
Koro DK,naît à Pompoi dans la province des Balé. Son père, tailleur, de profession lui inculque le gout de la mode. Dès l’enfance elle confectionne des sous-vêtements pour petite fille qu’elle vend au marché de son village. Koro n’abandonne pas pour autant l’école. Après le baccalauréat, elle poursuit des études en Comptabilité pour obtenir son Brevet de Technicien Supérieur.

## Carrière
Comptable de profession, elle va perpétuer l’héritage familiale. En 1997, elle s’inscrit à Joffrin Byrs, pour apprendre le dessin. Entre 1998 et 2000, elle étudie dans la prestigieuse école de mode parisienne ESMOD pour obtenir le diplôme de styliste-modéliste. Elle est la présidente du réseau des industries de mode du Burkina Faso. Koro DK fait partie des stylistes qui habille de grandes personnalités comme Chantal Compaoré, Apolline Traoré, Augusta Palenfo.

## Collection
- 2018 :  AFRIK’IN[7]
- 2019 :  Femme capable[6],[8],[9]
- 2021 :  Finesse hommes[10]
- 2021 :  Haute couture
- 2021 :  Reine 12 12[1]

## Distinction
- Chevalier de l’ordre national du mérite des arts, des lettres et de la communication:
- Chevalier de l’ordre du mérite du commerce et de l’industrie